# كاتدرائية الروح القدس (حمص)
كاتدرائية الروح القدس بحمص هي كاتدرائية سريانية كاثوليكية ومقر مطرانية حمص وحماة والنبك.

## التاريخ
بنيت الكاتدرائية في عام 1912 في حي الحميدية بمدينة حمص. وتُعيد الكاتدرائية بعيد القديس أفرام السرياني في 28 يناير من كل عام.

## خدمات الكاتدرائية
تتخذ عدة مؤسسات وأخويات الكاتدرائية مقرًا لها وتقدم خدمات خيرية وطبية ومدرسية وعناية بالمعاقين.